# Общество костеобжигательных заводов
Общество костеобжигательных заводов — существовавшая в дореволюционной России компания. Полное наименование — Общество костеобжигательных заводов и выделки из кости других продуктов. Штаб-квартира компании располагалась в Санкт-Петербурге.

## История

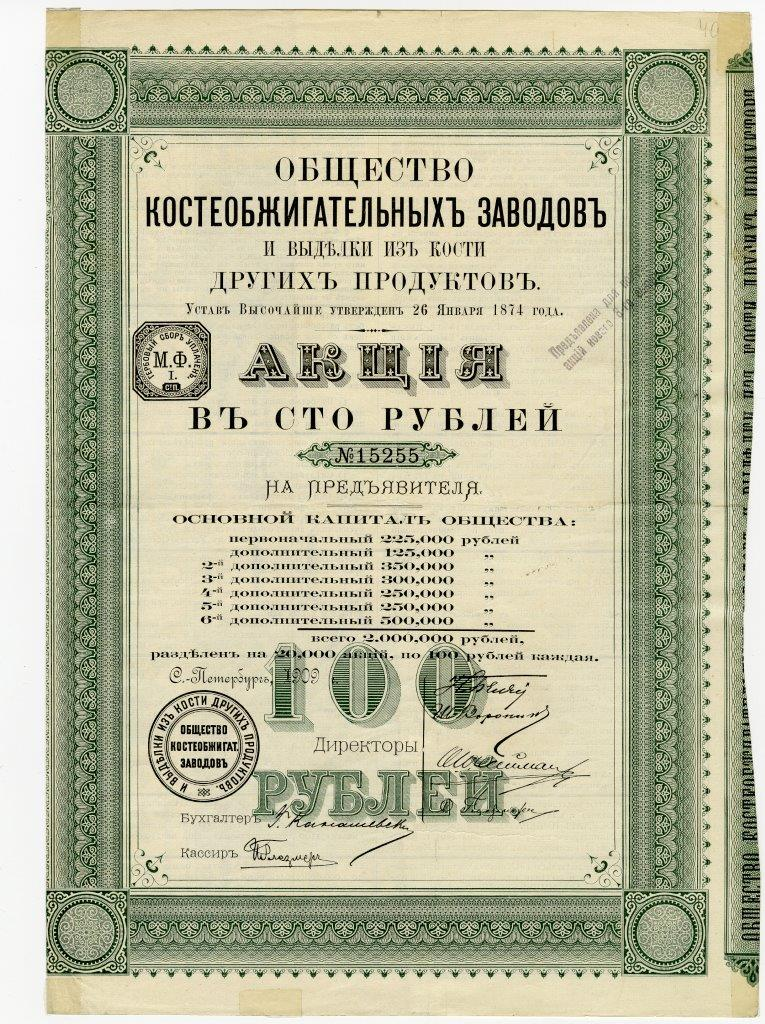
Акция в 100 руб. на предъявителя Общества костеобжигательных заводов. С.-Петербург, 1909 г.

Компания основана в 1874 году (Устав Высочайше утверждён 26 января 1874 г.) с целью «содержания, улучшения и распространения действий костеобжигательного завода, принадлежащего С.-Петербургскому купцу Кобызеву», находящегося на Гутуевском о-ве, по адресу: Динабургская улица, 7. История компании восходит к костеобжигательному заводу, основанному в 1840-е гг. братьями-купцами Никитой и Дмитрием Емельяновичами Кобызевыми. В 1850-е гг., после смерти Н. Е. Кобызева, завод был перенесен на Гутуевский остров С-Петербурга. С 1859 г. его возглавлял наследник Н. Е. Кобызева, Михаил, который впоследствии стал основателем и первым директором Общества.
Согласно уставу Общества, включение в состав новых учредителей, передача и обязанностей учредителей прав третьим лицам, а также исключение из числа учредителей, чьи имена обозначены у Уставе, было возможно только при разрешении на то царского правительства. Также, устав Общества предполагал передачу собственности на завод на Гутуевском о-ве вместе с принадлежащими ему объектами и оборудованием от М. Н. Кобызева Обществу. Также одной из задач Общества была техническая модернизация завода Кобызева с целью уменьшения вредных выбросов.
Дальнейшая деятельность Общества распространялась на расширение сети костеобжигательных заводов по всей империи, а также развития экспорта и сети продаж. Первоначальный основной капитал Общества (на 1874 г.) составлял 350 тысяч рублей, разделенных на 3500 акций. Акции Общества подлежали свободной передаче третьим лицам.
Управлением Общества занималось правление из четырех директоров, избираемых акционерами каждые 4 года. Право быть избранным директором Общества мог иметь акционер, имевший не менее 50 акций. Из числа директоров каждый год избирался председатель правления. Кроме того, правление могло назначить особого директора-распорядителя, задачей которого было непосредственное управление заводами, принадлежащими Обществу.
К 1909 г. основной капитал общества составлял 2 млн руб., разделенных на 20 тыс. акций номиналом в 100 руб. каждая.
Головным предприятием Общества костеобжигательных заводов считался «Резвый завод», находившийся на одноименном острове Санкт-Петербурга по адресу наб. Екатерингофки, 29. Московское предприятие общества размещалось в юго-восточном предместье города. Кроме того компания располагала несколькими производственными мощностями в Петергофе, заводами в Саратове, Риге и Ярославской губернии.
Продукция под маркой Общества костеобжигательных заводов, в первую очередь так называемое «костяное удобрение» кроме самой России поставлялась в промышленно развитые европейские державы: Германию, Францию, Англию, Австрию, Швейцарию, Бельгию. Деятельность Общества была высоко (золотой медалью) оценена на Всемирной промышленной выставке в Париже в 1900 г.
Выдающуюся роль в становлении и развитии компании сыграл сын английского поданного Н. Н. Беллей, являвшийся председателем совета директоров компании и служивший ее главным управляющим почти три десятилетия вплоть до 1914 г.
Декретом № 559 Совета Народных Комиссаров «О национализации крупнейших предприятий» от 30 июня 1918 г. производственные мощности Общества костеобжигательных заводов перешли в собственность государства.

## Собственники и руководство
Основатели компании, учредившие общество в 1874 году:
- Михаил Никитич Кобызев, купец II гильдии, потомственный почётный гражданин.
- Людвиг Андреевич Гитшов, купец I гильдии.
- Николай Иванович Севастьянов, купец I гильдии, надворный советник.
- Василий Трифонович Ефимов, почётный гражданин.
- Александр Васильевич Пуминов, купец II гильдии.

Основные владельцы компании:
- Председатель совета директоров компании, управляющий директор — Николай Николаевич Беллей (в 1886—1914 гг.).